# Bryum sclerodictyon
Bryum sclerodictyon är en bladmossart som beskrevs av Hugh Neville Dixon 1943. Bryum sclerodictyon ingår i släktet bryummossor, och familjen Bryaceae. Inga underarter finns listade i Catalogue of Life.